# Страхов, Андрей Юрьевич
Андрей Юрьевич Страхов (нем. Andrei Jurjewitsch Strachow; Пустой шаблон {{ВД-Преамбула}} ) — российский и немецкий хоккеист, нападающий.

## Биография
Воспитанник «Крыльев Советов». В 15 лет уехал в Германию, где провёл бо́льшую часть карьеры, выступая за команды «Фюссен» (1995/96), «Фрайбург» (1996/97 — 1999/2000), «Хайльброннер» (2000/01), «Мюнхен Баронс» (2001/02), «Рисерзе» (2001/02, 1 матч), «Аугсбургер Пантер» (2002/03), «Франкфурт Лайонс» (2004/05 — 2005/06), «Ингольштадт» (2006/07), «Гриззлис Адамс Вольфсбург» (2010/11), «Старбуллз Розенхайм» (2011/12 — 2015/16), «Ганновер Скорпионс» (2016/17 — 2020/21), «Ганновер Индианс» (2021/22 — 2022/23).
В России играл за «Амур» (2006/07 — 2007/08) и «Химик» Воскресенск (2007/08 — 2009/10).